# 白靈 (演員)
白灵 （英語：Bai Ling；1966年10月10日—）是出生于四川省成都市的華裔美國人演員。
她在好莱坞的成名作是《红色角落》。2001年，她在迷你剧集《西游记：失落的帝国》中饰演观音和赵教授。2004年，她以電影《三更2》之《餃子》單元中的演出，獲頒第24屆香港電影金像獎最佳女配角及第41屆金馬獎最佳女配角等獎項。

## 生平简介

### 早年生活
1960年代，白灵出生于四川省成都市。她的父亲是白玉祥，母亲是陈彬彬。她从小喜爱表演；在文化大革命期间，她在就讀的小学裡参演样板戏。初中毕业后，她前往双流「插队」。后加入中國人民解放軍，前往西藏林芝任文艺兵，同时從事於护士工作。她表示自己當時曾被軍中上級強迫成為性奴隸，在聚會場合陪伴上級喝酒並發生強迫性行為等，時間長達約三年，並曾懷孕及墮胎；她也表示，自己有時突然產生坎道列斯情結的衝動，或其酗酒之習慣等，都與該過程造成之身心創傷有關。
1980年代早期，她的父母离婚；母亲後與徐迟结婚。

### 演藝生涯
1981年，她離開軍隊，加入成都人民艺术剧院；在其中一次话剧《月琴和小老虎》表演後，滕文骥邀請她參演於其作品。於是，她在电影《海滩》（1984年）中饰演小妹一角。後來，她也参演於电影《缓期执行》、《月月》、《泪洒姑苏》、《弧光》等。其中，在张军钊导演的《弧光》中，她的精神疾病患者角色演出，讓她獲得1989年前往莫斯科参加电影节的機會。
1991年，她以交流学生身份於纽约大学就讀，並獲取由 Lee Strasberg's Theater Institute 提供之奖学金。1994年，她獲得在好莱坞電影業界演出的機會；當時，她首部在當地拍摄的电影是《乌鸦》。後來，她取得美国国籍。1997年，她凭与李察·基尔在《红色角落》中的演出，获頒国家评论协会突出表现奖獎項。
2004年，她凭在《饺子》中的演出，獲頒金馬獎最佳女配角獎項，也在香港電影金像奖、香港電影金紫荆奖及華語電影傳媒大獎獲頒最佳女配角獎項。同年，她受邀擔任柏林电影节評審委員。
在2007年第64屆金球獎之慶祝派對上，她在受英國《世界新聞報》訪問時，承認自己是雙性戀者。
2008年2月14日，她在洛杉磯國際機場涉嫌店舖盜竊案件；她一度參與於該案件之調查。此外，根據洛杉磯警方的官方記錄顯示，她身份证上所載出生年份是1968年。同年3月5日，她被有關當局以騷擾公眾安寧罪名罰款200美元。
2016年，她参演中国电视纪录片《震撼世界的长征》，並引发輿論争议。
2020年，她以《墮胎師》中的演出，入圍第57屆金馬獎最佳女主角。
2021年11月27日，她在出席第58屆金馬獎頒獎典禮時，因身上所穿自製禮服縫有「活出最精彩的你自己」字樣，及其皮包正反面有「我的性高潮很吵」中、英文字樣，引發新聞媒體與輿論關注。她在頒獎典禮上稱：「我的生日是10月10日，和台灣蠻有緣份的。」獲得全場叫好。

## 影视作品

### 电影作品
| 年份 | 電影英文名                                 | 電影中文名                     | 角色                                                                             |
| 1984 | At the Beach                               | 海滩                           | 陆小妹                                                                           |
| 1985 | Tears in Suzhou                            | 泪洒姑苏                       | 王怜娟                                                                           |
| 1985 | Suspended Sentence                         | 缓期执行                       | 杨蕾                                                                             |
| 1986 | Yueyue                                     | 月月                           | 月月                                                                             |
| 1986 | The Bloody Trace                           | 血案疑踪                       |                                                                                  |
| 1987 |                                            | 山村风月                       | 桂儿                                                                             |
| 1987 | On Their Own /College Student Stories      | 大学生轶事                     | 小钱                                                                             |
| 1988 | Hit Without Gun                            | 无枪枪手                       |                                                                                  |
| 1988 | Arc Light                                  | 弧光                           | 景唤                                                                             |
| 1989 | The Illegal Gunman                         | 非法持枪者                     |                                                                                  |
| 1992 | Escape from China（纪录片）                | 逃离中国                       | 农村妇女（Peasant Woman）（配音）                                                |
| 1992 | Pen Pals                                   | 笔友                           | Sharice                                                                          |
| 1993 | Little Buddha                              | 小活佛                         | 担任群众演员                                                                     |
| 1994 | The Crow                                   | 乌鸦                           | Myca                                                                             |
| 1994 | Dead Funny                                 | 搞笑至极                       | Norriko                                                                          |
| 1995 | Nixon                                      | 尼克松                         | 中文翻译（Chinese Interpreter）                                                  |
| 1997 | Red Corner                                 | 红角落                         | 沈乐琳（Shen Yuelin）                                                            |
| 1998 | Somewhere in the City                      | 城市漂泊                       | Lu Lu                                                                            |
| 1999 | Wild Wild West                             | 飙风战警                       | Miss East                                                                        |
| 1999 | Anna and the King                          | 安娜与国王                     | Tuptim（塔婷夫人）                                                               |
| 2000 | Row Your Boat                              | 独自竞渡                       | Chun Hua                                                                         |
| 2001 | Shaolin Soccer                             | 少林足球                       | 阿梅（美国版配音）                                                               |
| 2001 | The Breed                                  | 惊天计划                       | Lucy Westenra                                                                    |
| 2001 | The Monkey King                            | 西游记：失落的帝国             | 观世音菩萨/赵教授                                                                |
| 2002 | Face                                       | 脸/无脸幽魂                    | Kim                                                                              |
| 2002 | Storm Watch                                | 地球毁灭/世纪大风暴            | Skylar                                                                           |
| 2003 | Taxi 3                                     | 終極殺陣3                      | Qiu                                                                              |
| 2003 | The Extreme Team                           | 极限小组                       | RJ                                                                               |
| 2003 | Paris                                      | 巴黎                           | Linda/Shen Li                                                                    |
| 2004 | My Baby's Daddy                            | 三个奶爸三个娃                 | XiXi                                                                             |
| 2004 | The Beautiful Country                      | 美丽国度                       | Ling                                                                             |
| 2004 | She Hate Me                                | 她恨我                         | Oni                                                                              |
| 2004 | Three... Extremes, Dumplings               | 三更2饺子                      | （月）媚姨                                                                       |
| 2004 | Sky Captain and the World of Tomorrow      | 天空上校和明日世界             | 神秘女人（Mysterious Woman）                                                     |
| 2005 | Star Wars: Episode III-Revenge of the Sith | 星際大戰三部曲：西斯大帝的復仇 | Senator Bana Breemu（註：其戏份公映时被完全剪辑删除，最终只出现在该片的DVD版本） |
| 2005 | Lords of Dogtown                           | 狗镇议员                       | Punky Photographer                                                               |
| 2005 | Nomad                                      | 游牧部落                       | Gaukhar（美国版配音）                                                            |
| 2005 | Edmond                                     | 埃蒙德                         | 情色橱窗表演女郎（Peep Show Girl）                                               |
| 2006 | Man About Town                             | 燙手男人                       | Barbi Ling                                                                       |
| 2006 | Southland Tales                            | 南方传奇                       | Serpentine                                                                       |
| 2007 | Toxic                                      | 毒药                           | Lena                                                                             |
| 2007 | Living & Dying                             | 生死边缘                       | Nadia                                                                            |
| 2007 | Shanghai Baby                              | 上海宝贝                       | Coco（兼任执行制片）                                                             |
| 2007 | The Gene Generation                        | 悲天悯人                       | Michelle                                                                         |
| 2008 | Ka Shen's Journey（纪录片）                |                                | 采访对象之一                                                                     |
| 2008 | A Beautiful Life                           | 美丽的生活                     | Esther                                                                           |
| 2008 | The Hustle                                 | 心碌生活                       | Han                                                                              |
| 2008 | The Gauntlet                               | 铁血城堡/挑战                  | Kim Lee                                                                          |
| 2008 | Chain Letter                               | 连锁信                         | Jai Pham                                                                         |
| 2009 | Crank: High Voltage                        | 快克殺手2：極速電擊            | Ria                                                                              |
| 2009 | Love Ranch                                 | 爱情牧场                       |                                                                                  |
| 2009 | Dim Sum Funeral                            | 点心葬礼                       |                                                                                  |
| 2009 | Shifter                                    | 变身狼人                       | Sunshine                                                                         |
| 2010 | Comedy Makes You Cry                       | 拍賣春天                       | 張倩（應召女）                                                                   |
| 2017 | Lord of Shanghai                           | 上海王                         | 新戴玉                                                                           |
| 2018 | Detective Chinatown Vol. 2                 | 唐人街探案2                    | 通灵侦探                                                                         |
| 2019 | The Abortionist                            | 墮胎師                         | 珍姐                                                                             |
| 2023 | Back Home                                  | 七月返歸                       | 鄧蕙蘭                                                                           |
| 2024 | Them,behind the door                       | 鬼們之蝴蝶大廈                 |                                                                                  |
| TBA  | My Quaratine Romance with Toilet Paper     | 我和衛生紙的隔離戀情           |                                                                                  |

### 电视作品
| 年份 | 電視英文名                                                                  | 電視中文名                                | 角色                     |
| 1993 | Homicide: Life on the Street/And the Rockets' Dead Glare                    | 凶杀案:街头人生-第1季第7集 火箭的炫耀光芒 | Lin Chang                |
| 1995 | Dead Weekend（电视电影）                                                    | 异形终结者                                | Amelia A                 |
| 1995 | The Cosby Mysteries/The Hit Parade                                          | 天才的奥秘-第1季第14集 盛大游行           | Dr. Valerie Chong        |
| 1998 | Touched by an Angel/The Spirit of Liberty Moon                              | 天使的接触-第4季第26、27集 自由的月光     | Jean Chang               |
| 2000 | Angel                                                                       | 天使- 第1季第13集                         | Jhiera                   |
| 2001 | The Lost Empire/The Monkey King（电视电影）                                 | 失落的帝国/齐天大圣                       | 观音（Kwan Ying）/赵教授 |
| 2002 | Point of Origin（电视电影）                                                 | 火线追凶                                  | Wanda Orr                |
| 2003 | Jake 2.0/Cater Waiter                                                       | 杰克2.0-第1季第3集 宴会侍者               | Mei Ling                 |
| 2005 | Entourage/Chinatown                                                         | 我家也有大明星-第2季第6集 唐人街          | Li Lei                   |
| 2007 | Lost/Stranger in a Strange Land                                             | 迷失-第3季第9集 异乡人                    | Achara                   |
| 2007 | The Unit/Freefall                                                           | 军中小分队-第2季第22集 自由坠落           | 公主（Princess）         |
| 2007 | In the Mood for Doyle/Hong Kong Cinéma: In the Mood for Doyle（电视纪录片） | 花样杜可风                                | 采访对象之一             |

## 獎項記錄
| 年度 | 頒獎典禮                    | 獎項                       | 作品                    | 結果 |
| 1987 | 第11屆大眾電影百花獎        | 最佳女主角                 | 《月月》                | 提名 |
| 1997 | 第54屆美國金蘋果獎          | 年度女性發現獎             | 《紅色角落》            | 獲獎 |
| 1997 | 第69屆國家評論協會          | 國家審查委員會突破性表現獎 | 《紅色角落》            | 獲獎 |
| 1997 | 第33屆卡罗维发利国际电影节  | 最佳女演員                 | 《紅色角落》            | 獲獎 |
| 1997 | 第2屆聖地牙哥影評人協會     | 最佳女主角                 | 《紅色角落》            | 獲獎 |
| 2004 | 第41屆金馬獎                | 最佳女配角                 | 《三更2饺子》           | 獲獎 |
| 2005 | 第24屆香港電影金像獎        | 最佳女配角                 | 《三更2饺子》           | 獲獎 |
| 2005 | 第5屆華語電影傳媒大獎       | 最佳女配角                 | 《三更2饺子》           | 獲獎 |
| 2005 | 第10屆香港電影金紫荊獎      | 最佳女配角                 | 《三更2饺子》           | 獲獎 |
| 2005 | 第7屆亞洲影評人協會獎       | 最佳女配角                 | 《三更2饺子》           | 獲獎 |
| 2005 | 第11屆香港電影評論學會大獎  | 最佳女演員                 | 《三更2饺子》           | 提名 |
| 2014 | 第3屆亞洲世界電影節         | 最佳女主角                 | 《鐵血城堡》            | 獲獎 |
| 2014 | 第3屆亞洲世界電影節         | 年度女演員                 | 《鐵血城堡》            | 獲獎 |
| 2014 | 第4屆美國好萊塢洛杉磯電影節 | 最佳女主角                 | 《鐵血城堡》            | 獲獎 |
| 2014 | 第5屆至十大華語電影節       | 傑出女演員                 | 不適用                  | 獲獎 |
| 2017 | 第9屆亞洲世界電影節         | 最佳女主角                 | 《To Pimp a Butterfly》 | 獲獎 |
| 2019 | 第18屆洛杉磯國際短篇電影節  | 最佳女主角                 | 《To Pimp a Butterfly》 | 獲獎 |
| 2019 | 第3屆好萊塢恐怖電影節       | 最佳喜劇女演員             | 《60,000英尺的驅邪》    | 獲獎 |
| 2019 | 第57屆金馬獎                | 最佳女主角                 | 《墮胎師》              | 提名 |
| 2022 | 第6屆美國處女泉國際影展     | 最佳女主角                 | 《傑克·貝·尼姆布爾》    | 獲獎 |
| 2022 | 第3屆米蘭金獎國際影展       | 最佳女主角銀月獎           | 《傑克·貝·尼姆布爾》    | 獲獎 |

## 外部連結
- 白靈的Instagram帳戶
- 白靈的X（前Twitter）
- 白靈的新浪博客
- 白靈的新浪微博
- 白靈在互联网电影资料库（IMDb）上的資料（英文）
- 在AllMovie上Bai Ling的頁面（英文）
- 白靈在香港影庫上的簡介
- 白靈在豆瓣上的资料（简体中文）
- 白靈在时光网上的簡介（简体中文）
- 中文電影資料庫─ 白靈 （页面存档备份，存于）